# Gräf & Stift 120-O
Der Gräf & Stift 120-O (auch als O-120 bezeichnet) war ein Haubenlenker-Bustyp des Wiener Herstellers Gräf & Stift, der bei städtischen Verkehrsbetrieben, der Österreichischen Post und privaten Betreibern zum Einsatz kam. Der Typ wurde zur ersten österreichischen Autobus-Großserie.

## Geschichte

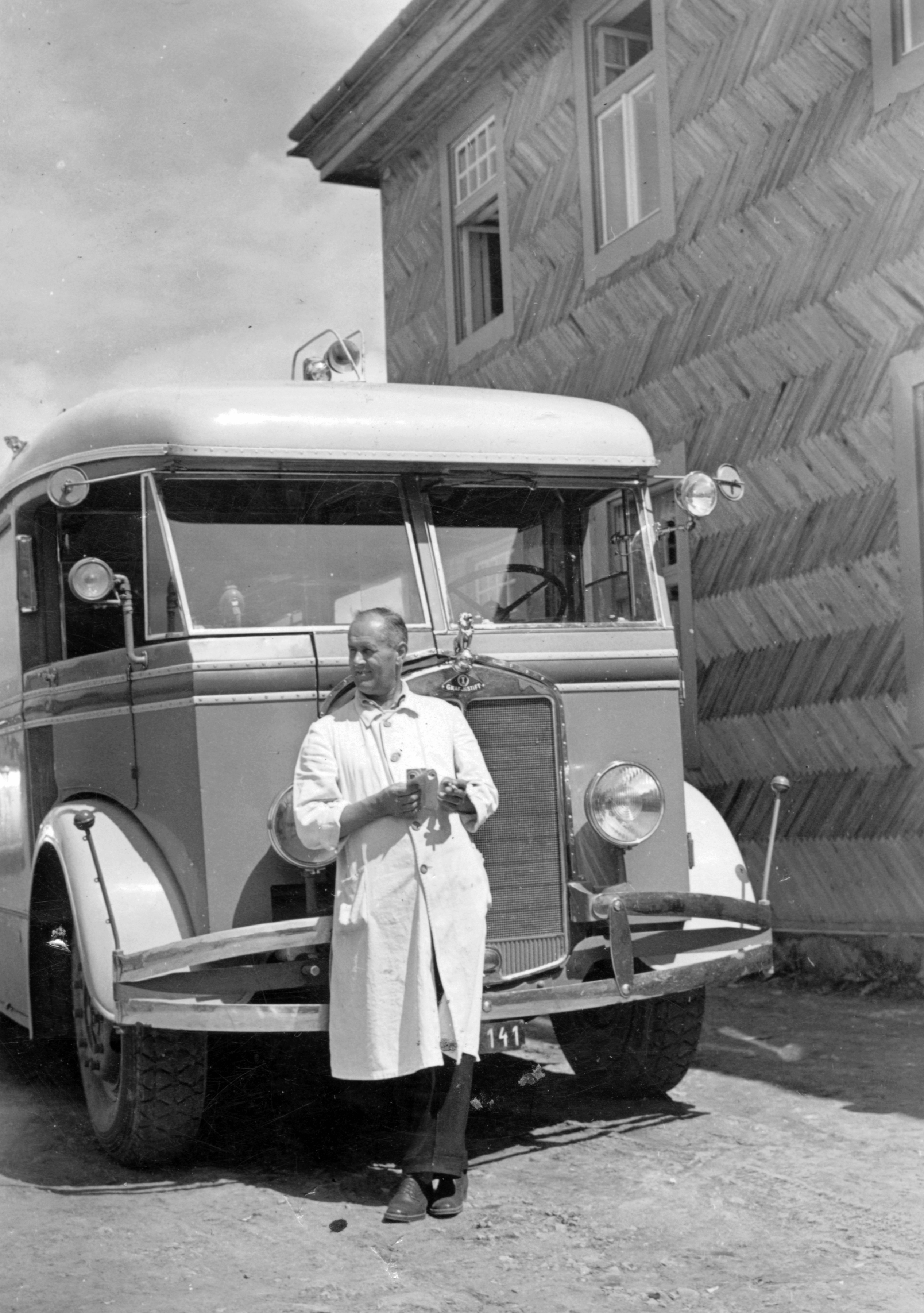
Gräf & Stift V 7 D Frontlenker

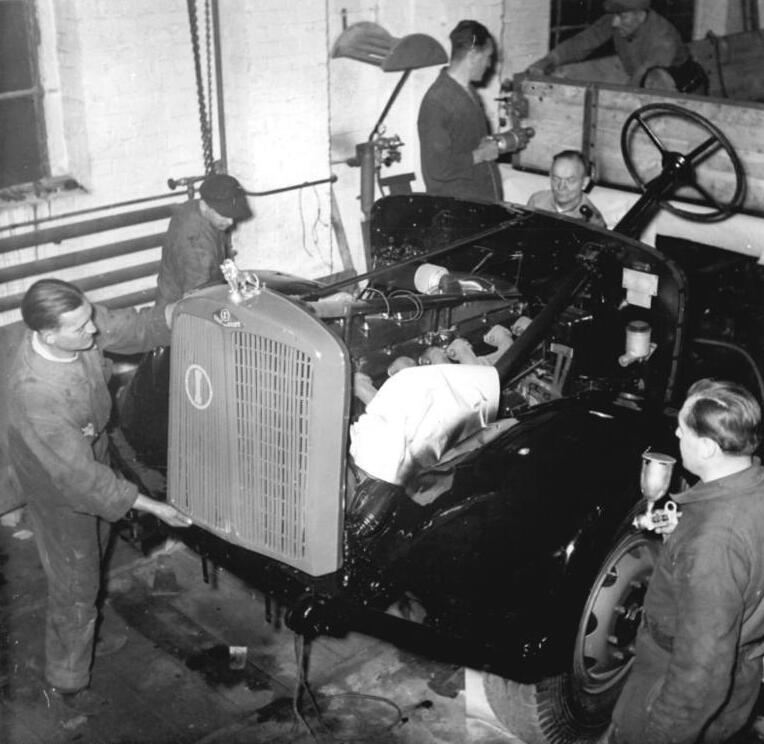
Montage eines 120er (LKW oder Bus)

Die Konstruktion kam 1936 unter der Typenbezeichnung V 7 D heraus und wurde in verschiedenen Ausführungen sowohl als Lkw (für 4,5 bis 5 Tonnen Nutzlast) wie auch als Reisebus (auch für die Deutsche Reichspost) bis in das Jahr 1944 gebaut. Die Fahrzeuge waren die erste Autobusgroßserie in Österreich, allein vom Typ V 7 DW wurden ab 1939 insgesamt 170 Stück gebaut. 1939 wurde mit Bussen des Typs V 7 eine Schnellbuslinie zwischen Wien und Budapest eingeführt. 1939 erschien der erste Typ unter der Bezeichnung 120-O (120 für die Leistung in PS und O für Omnibus).
Nach dem Zweiten Weltkrieg wurde die Konstruktion modifiziert und als Gräf & Stift 120-ON in verschiedenen Ausführungen auf den Markt gebracht, Abnehmer waren vor allem die Österreichische Post, die Wiener Stadtwerke-Verkehrsbetriebe sowie private Busunternehmen wie zum Beispiel die heute zu Dr. Richard gehörende Südburg.
Die „120er“ wurden bis 1954 gebaut, zum Schluss bereits mit der Rundhauber-Karosserie des Nachfolgers 145-FON als Typ 120-FON. Die Busse blieben bis in die 1970er Jahre im Einsatz.

## Technik
Das Fahrzeug hatte einen Leiterrahmen und Starrachsen mit Blattfedern, die Busse waren rund 10 Meter lang bei einem Radstand  von 5500 bis 5600 mm. Herzstück des 120-O und seiner Vorgängertypen war ein 7270 cm³ großer und 120 PS (88 kW) bei 2200/min starker Reihensechszylinder-Dieselmotor, den Gräf & Stift in Lizenz von Daimler-Benz baute. Die Kraft wurde über ein mechanisches Fünfganggetriebe auf die Hinterachse übertragen. Der Bus hatte eine auf alle Räder wirkende Zweikreis-Druckluftbremse, eine Motorbremse sowie eine Handbremse. Eine Lenkunterstützung gab es nicht.

## Einzelne Typen

### 120-ON
Postbus-Ausführung mit 33 Sitz- und 10 Stehplätzen sowie einer Höchstgeschwindigkeit von 72 km/h.

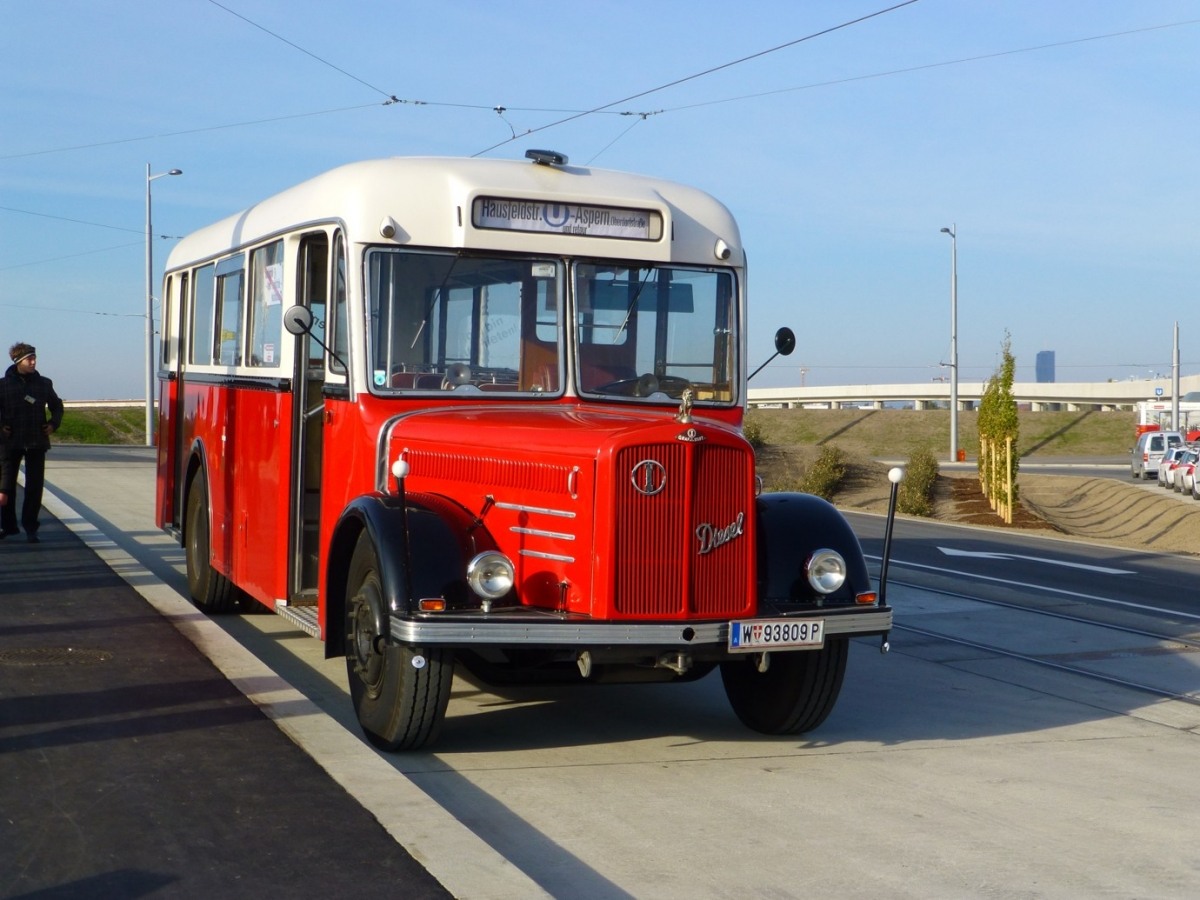
Gräf & Stift 120-OGW

### 120-OGW
10 Meter lange Stadtbus-Ausführung mit zwei seitlichen Falttüren, in insgesamt 30 Stück ab dem Jahr 1949 für die Wiener Verkehrsbetriebe (OGW für Omnibus Gemeinde Wien) gebaut. Die OGW blieben bis 1967 in Dienst und wurden anschließend ausgemustert, einzelne Exemplare zu Rüstwagen umgebaut.

### 120-TS
Frontlenker-Ausführung als Trambus für den Stadtverkehr (TS für Trambus Stadtverkehr). Das Fahrzeug war 2,35 m breit, 3,0 m hoch, besaß einen Radstand von 5500 mm sowie einen Wendekreis von 20 Metern. Der Innenraum bot 23 Sitz- und 22 Stehplätze. Busse dieses Typs kamen ab 1950 in Wien, Graz und Linz bis in die Mitte der 1960er Jahre zum Einsatz.

### 120-OGL
1950 in 12 Exemplaren gebaute Panoramabus-Ausführung mit Schiebedach und 26 Sitzplätzen für den Einsatz auf der Großglockner-Hochalpenstraße (OGL für Omnibus Glockner). Wegen zu geringerer Motorleistung und schwerfälligen Fahrverhaltens durch das Nachschaltgetriebe wurden 11 Busse mit 145 PS starken Motoren von Steyr, Gräf & Stift oder Mercedes-Benz ausgerüstet.

### 120-FON
Ab 1951 kam die modernisierte Variante mit der „Alligator-Schnauze“ des Nachfolgers 145-FON auf den Markt und wurde bis 1957 gebaut. Das Leergewicht betrug 7840 kg.

## Trivia
Ein Bus dieses Typs in Linienbus-Ausführung mit Falttür war das Fluchtfahrzeug von Richard Burton und Clint Eastwood im Kriegsfilm Agenten sterben einsam (1968).